# Тонков, Георгий
Георгий Тонков (5 апреля 1975, Болгария — 11 июня 2008) — болгарский самбист, дзюдоист и боец смешанных единоборств, чемпион и призёр чемпионатов Болгарии по дзюдо, чемпион и призёр чемпионатов Европы по самбо, призёр чемпионатов мира. В смешанных единоборствах провёл один бой 20 октября 2001 года с Ли Хасделлом, который проиграл нокаутом в первом раунде (4:22, удар коленом).